# Mémoires de Jacques Chirac

Les mémoires de Jacques Chirac, président français de 1995 à 2007, ont été publiés en deux tomes : Chaque pas doit être un but, en 2009, et Le Temps présidentiel, en 2011.
Ils ont été écrits avec la « collaboration » de Jean-Luc Barré.

## Chaque pas doit être un but
Le premier volume des mémoires de Jacques Chirac couvre la période allant de la jeunesse de l'ancien président à son élection à la présidence de la République. Il y livre également quelques souvenirs vécus durant ses deux mandats de chef du gouvernement. 
L'ancien président de la République française raconte dans cet ouvrage qu'il désigne comme le premier tome de ses Mémoires, sa vie depuis sa jeunesse, de son entrée en politique avec son élection à la fonction de député de la Corrèze, en 1967, jusqu'à son élection à l'Élysée. 
L'ex-chef de l'État évoque également ses relations avec des chefs d'État et de gouvernement étrangers, tel que la Première ministre britannique Margaret Thatcher, et brosse le portrait de ses parents, ainsi que celui de son épouse Bernadette et de leurs deux filles, Laurence et Claude. Il aborde, par ailleurs, sa passion pour l'Asie et les arts premiers. 
La presse relève aussi qu'il y livre des confidences, comme sur son dépucelage dans un bordel algérien à 18 ans ou son attrait de jeunesse pour l'hindouisme. Il y dresse également des portraits critiques de l'ancien président Valéry Giscard d'Estaing, qui l'a nommé une première fois à Matignon et d'Édouard Balladur.

## Le Temps présidentiel
Le second tome chronique sa présidence, détaille des relations étrangères, critique fortement Nicolas Sarkozy, et fait des révélations à l'encontre de son camp politique comme le fait qu'il ne se sent pas libéral,,,.

## Ventes
Le premier tome s'est vendu à 350 000 exemplaires. Le second tome souffrit d'une absence de promotion et se limite à 150 000 exemplaires. Les premiers livres de ses successeurs à la présidence confirmeront un phénomène d'édition: le succès des mémoires des anciens présidents de la République. Ainsi La France pour la vie (2016) de Nicolas Sarkozy s'est écoulé à près de 200 000 exemplaires et Les Leçons du pouvoir (2018) de François Hollande à plus de 100 000 exemplaires vendus trois semaines après sa sortie. 